# Robert Ryan (acteur)
Pour les articles homonymes, voir Ryan et Robert Ryan.
Robert Ryan est un acteur américain, né le 11 novembre 1909 à Chicago et mort le 11 juillet 1973 à New York.

## Biographie
Il fait ses études dans le New Hampshire et est champion de boxe de son lycée. Après sa scolarité, il s'engage comme ouvrier agricole puis marin. Il étudie l'art dramatique à l'école de théâtre Max Reinhardt à Hollywood où il rencontre en 1937 Jessica Cadwalader qui devient son épouse. Il rêve de devenir dramaturge et, pour financer sa formation, endosse de nombreux petits rôles dans des films à petit budget.
Après la guerre, où il a servi dans la marine, il retourne à Hollywood. Jean Renoir l'engage dans La Femme sur la plage qui lance sa carrière. Il tourne dans de nombreux westerns, films noirs (dont Nous avons gagné ce soir où il utilise ses talents de boxeur), adaptations littéraires (Billy Budd d'après Herman Melville) ou religieuses comme Le Roi des rois où il interprète Jean-Baptiste. Sa carrière croise celle d'acteurs tels que Randolph Scott, Spencer Tracy, William Holden et d'actrices comme Barbara Stanwyck, Ida Lupino, Joan Bennett, Joan Fontaine, Anita Ekberg... Il tourne avec quelques-uns des plus grands réalisateurs américains :
- Cecil B. DeMille : Les Tuniques écarlates
- Anthony Mann : Cote 465, Le Petit Arpent du bon Dieu, L'Appât
- Fritz Lang : Le démon s'éveille la nuit
- Sam Peckinpah : La Horde sauvage
- Robert Aldrich : Les Douze Salopards
- Nicholas Ray : La Femme aux maléfices (Born to Be Bad), La Maison dans l'ombre (Les diables de Guadalcanal)
- Samuel Fuller : La Maison de bambou
- Robert Wise : Nous avons gagné ce soir, Le Coup de l'escalier
- John Sturges : Un homme est passé
- Allan Dwan : Les Rubis du prince birman (Escape to Burma)
- Joseph Losey, Jacques Tourneur, Max Ophüls, Edward Dmytryk, René Clément, David Miller...

Contrairement aux personnages — souvent antipathiques — qu'il incarne, le citoyen Robert Ryan avait des convictions clairement progressistes :
- démocrate libéral, il a inlassablement défendu la protection des droits civils ;
- il partageait les convictions pacifistes de sa femme Jessica qui était quakeresse ;
- pour faire face au Comité des activités américaines du sénateur Joseph McCarthy, il est membre du Comité pour le premier amendement (donc en faveur de la liberté d'expression), cofondé par Philip Dunne, Myrna Loy, John Huston et William Wyler[1] ;
- pendant les années 1950, Robert Ryan s'investit par des dons et des actions de soutien auprès d'organisations civiques et religieuses ;
- en 1959 il est coprésident du comité d'Hollywood pour une politique nucléaire raisonnée ;
- dans les années 1960, il milite contre les discriminations raciales en s'inscrivant au « Comité de défense » de Martin Luther King[2].

Son épouse décède en 1972, après 33 ans de vie commune.
Gros fumeur, il meurt d'un cancer du poumon le 11 juillet 1973 à l'âge de 63 ans. Son appartement au Dakota Building à New York a été racheté par John Lennon et Yoko Ono.

## Filmographie

### Cinéma
- 1940 : Le Mystère du château maudit (The Ghost Breakers) de George Marshall (non crédité)
- 1940 : Les Bas-fonds de Chicago (Queen of the Mob) de James Patrick Hogan
- 1940 : Le Gant d'or (Golden Gloves) d'Edward Dmytryk et Felix E. Feist
- 1940 : Les Tuniques écarlates (North West Mounted Police) de Cecil B. DeMille
- 1940 : Le Retour des Texas Rangers (en) (The Texas Rangers Ride Again) de James P. Hogan
- 1943 : Bombardier de Richard Wallace
- 1943 : L'Aventure inoubliable (The Sky's the Limit) d'Edward H. Griffith
- 1943 : Face au soleil levant (Behind the Rising Sun) d'Edward Dmytryk
- 1943 : The Iron Major (en) de Ray Enright
- 1943 : Gangway for Tomorrow (en) de John H. Auer
- 1943 : Tender Comrade d'Edward Dmytryk
- 1944 : Marine Raiders (en) de Harold D. Schuster
- 1947 : Du sang sur la piste (Trail Street) de Ray Enright
- 1947 : La Femme sur la plage (The Woman on the Beach) de Jean Renoir
- 1947 : Feux croisés (Crossfire) d'Edward Dmytryk
- 1948 : Berlin Express de Jacques Tourneur
- 1948 : Far West 89 ( Return of the Bad Men) de Ray Enright
- 1948 : Le Garçon aux cheveux verts (The Boy with Green Hair) de Joseph Losey
- 1948 : Acte de violence (Act of Violence) de Fred Zinnemann
- 1949 : Pris au piège (Caught) de Max Ophüls
- 1949 : Nous avons gagné ce soir (The Set-Up) de Robert Wise
- 1949 : La Grève des dockers (The Woman on Pier 13) de Robert Stevenson
- 1950 : Fureur secrète (The Secret Fury) de Mel Ferrer
- 1950 : La Femme aux maléfices (Born to Be Bad) de Nicholas Ray
- 1951 : Jeu, set et match (Hard, Fast and Beautiful) d'Ida Lupino (apparition)
- 1951 : Plus fort que la loi (Best of the Bad Men) de William D. Russell
- 1951 : Les Diables de Guadalcanal (Flying Leathernecks) de Nicholas Ray
- 1951 : Racket (The Racket) de John Cromwell
- 1951 : La Maison dans l'ombre (On Dangerous Ground) de Nicholas Ray
- 1952 : Le démon s'éveille la nuit (Clash by Night) de Fritz Lang
- 1952 : Attention, mon amour (Beware, My Lovely) de Harry Horner
- 1952 : Le Traître du Texas (Horizons West) de Budd Boetticher
- 1953 : L'Appât (The Naked Spur) d'Anthony Mann
- 1953 : La Cité sous la mer (City Beneath the Sea) de Budd Boetticher
- 1953 : La Piste fatale (Inferno) de Roy Ward Baker
- 1954 : Alaska Seas (en) de Jerry Hopper
- 1954 : Romance sans lendemain (About Mrs Leslie)  de Daniel Mann
- 1954 : Les Fils de Mademoiselle (Her Twelve Men) de Robert Z. Leonard
- 1955 : Un homme est passé (Bad Day at Black Rock) de John Sturges
- 1955 : Les Rubis du prince birman (Escape to Burma) d'Allan Dwan
- 1955 : La Maison de bambou (House of Bamboo) de Samuel Fuller
- 1955 : Les Implacables (The Tall Men) de Raoul Walsh
- 1956 : Le Shérif (The Proud Ones) de Robert D. Webb
- 1956 : Les Échappés du néant (Back from Eternity) de John Farrow
- 1957 : Cote 465 (Men in War) d'Anthony Mann
- 1958 : Cœurs brisés (Lonely Hearts) de Vincent J. Donehue
- 1958 : Le Petit Arpent du bon Dieu (God's Little Acre) d'Anthony Mann
- 1959 : Le Coup de l'escalier (Odds Against Tomorrow) de Robert Wise
- 1959 : La Chevauchée des bannis (Day of the Outlaw) d'André de Toth
- 1960 : Les Aventuriers (Ice Palace) de Vincent Sherman
- 1961 : The Canadians (en) de Burt Kennedy
- 1961 : Le Roi des rois (King of Kings) de Nicholas Ray
- 1962 : Le Jour le plus long (The Longest Day) de Ken Annakin, Andrew Marton et Bernhard Wicki
- 1962 : Billy Budd de Peter Ustinov
- 1965 : The Crooked Road (en) de Don Chaffey
- 1965 : Guerre secrète de Christian-Jaque, Werner Klingler, Carlo Lizzani, Terence Young
- 1965 : La Bataille des Ardennes (Battle of the Bulge) de Ken Annakin
- 1966 : Les Professionnels (The Professionals) de Richard Brooks
- 1967 : The Busy Body de William Castle
- 1967 : Les Douze Salopards (The Dirty Dozen) de Robert Aldrich
- 1967 : Custer, l'homme de l'ouest (Custer of the West ) de Robert Siodmak
- 1968 : Sept Secondes en enfer (Hour of the Gun) de John Sturges : Ike Clanton
- 1968 : Une minute pour prier, une seconde pour mourir (Un minuto per pregare, un instante per morire) de Franco Giraldi
- 1968 : La Bataille pour Anzio (Lo Sbarco di Anzio) de Duilio Coletti et Edward Dmytryk
- 1969 : La Horde sauvage (The Wild Bunch) de Sam Peckinpah
- 1969 : Le Capitaine Nemo et la Ville sous-marine (Captain Nemo and the Underwater City ) de James Hill
- 1970 : The Reason Why de Paul Leaf (court-métrage)
- 1971 : L'Homme de la loi (The Lawman) de Michael Winner
- 1971 : Love Machine (The Love Machine) de Jack Haley Jr.
- 1972 : La Course du lièvre à travers les champs de René Clément
- 1973 : Une fille nommée Lolly Madonna (Lolly-Madonna XXX) de Richard C. Sarafian
- 1973 : Échec à l'organisation (The Outfit) de John Flynn
- 1973 : Complot à Dallas (Executive Action) de David Miller
- 1973 : The Iceman Cometh de John Frankenheimer

### Télévision
- 1964 : Le Virginien Saison 3- épisode 3 - The Black Stallion : le palefrenier Charlie

### Voix françaises
| - Raymond Loyer (*1916 - 2004) dans : - Feux croisés - Nous avons gagné ce soir - L'Appât - Les Implacables - La Maison de bambou - Le Shérif (1er doublage) - Les Échappés du néant - Le Jour le plus long - Complot à Dallas - Jacques Erwin (*1908 - 1957) dans : - Le Garçon aux cheveux verts - Plus fort que la loi - Les Diables de Guadalcanal - Le démon s'éveille la nuit - La Cité sous la mer - Jean Martinelli (*1909 - 1983) dans : - Cote 465 - Le Petit Arpent du bon Dieu - Le Capitaine Nemo et la Ville sous-marine - Échec à l'organisation | - Roger Tréville (*1902 - 2005) dans : - Les Professionnels - La Bataille pour Anzio - La Horde sauvage - Jean-Claude Michel (*1925 - 1999) dans : - Un homme est passé - Une minute pour prier, une seconde pour mourir - Claude Bertrand (*1919 - 1986) dans : - Le Coup de l'escalier - La Chevauchée des bannis - René Arrieu (*1924 - 1982) dans : - Le Roi des rois - L'Homme de la loi et aussi : - Jean Delacour (*1890 - 1985) dans Les Tuniques écarlates - René Marc dans Du sang sur la piste - Roger Till (*1909 - 2002) dans Far West 89 - Marc Valbel (*1907 - 1960) dans Pris au piège - Marc de Georgi (*1931 - 2003) dans Le Shérif (2e doublage) - Marcel Bozzuffi (*1929 - 1988) dans Guerre secrète - Lucien Bryonne (*1904 - 1968) dans La Bataille des Ardennes - Jacques Berthier (*1916 - 2008) dans Les Douze Salopards - Georges Atlas (*1926 - 1996) dans Sept Secondes en enfer - John Berry (*1917 - 1999) dans La Course du lièvre à travers les champs |